# Eunemorilla comosa
Eunemorilla comosa är en tvåvingeart som först beskrevs av Henry J. Reinhard 1944.  Eunemorilla comosa ingår i släktet Eunemorilla och familjen parasitflugor. Inga underarter finns listade i Catalogue of Life.